# マリン・ゴレミノフ

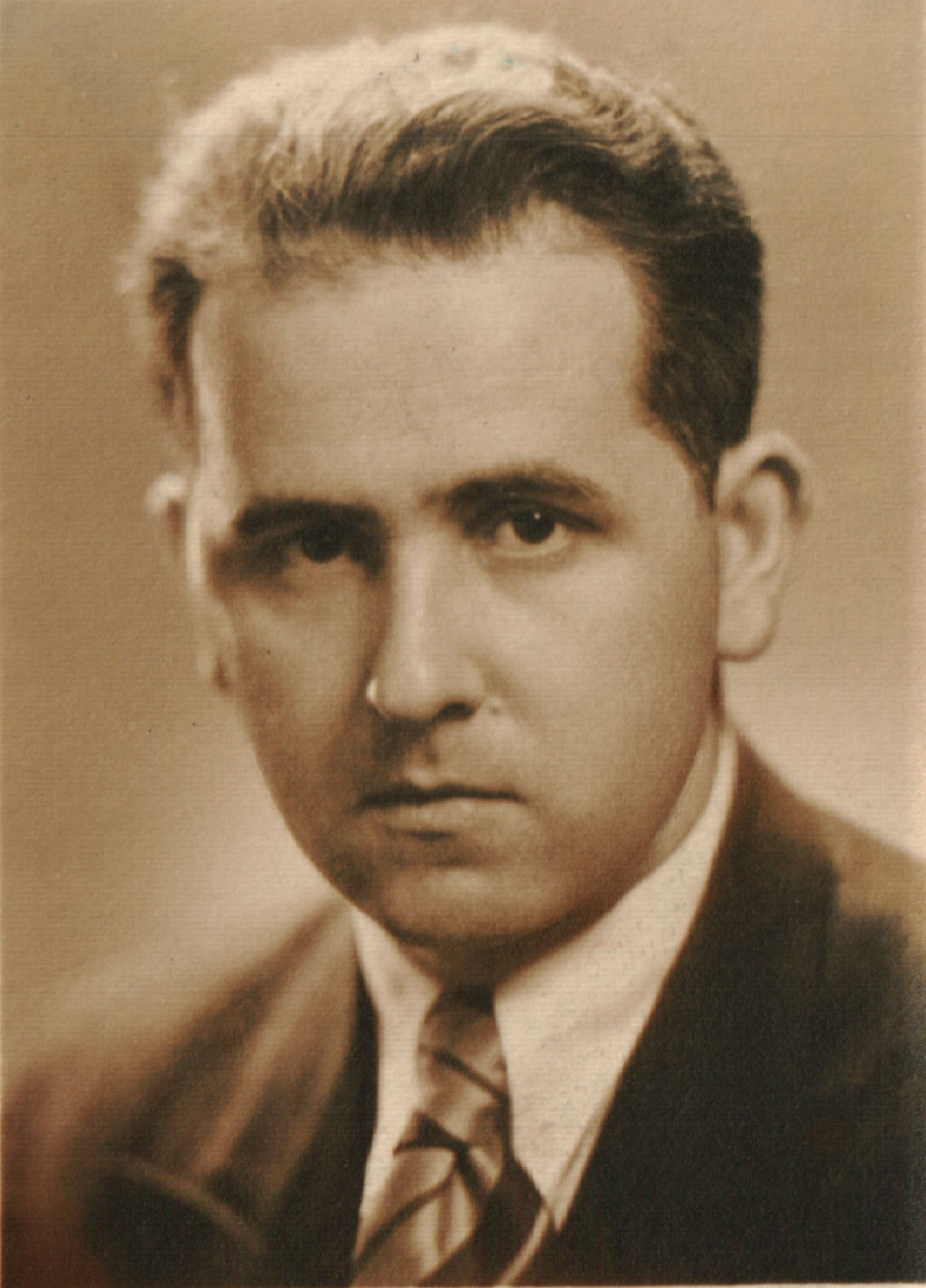
マリン・ゴレミノフ

マリン・ゴレミノフ（キリル文字:Марин Петров Големинов, ラテン文字:Marin Petrov Goleminov, 1908年9月29日 - 2000年2月19日）は、ブルガリアの作曲家。
キュステンディル出身。弁護士の息子で最初は法律を学んだが、後に音楽に転向した。ソフィアで学んだ後、1931年から1934年までパリに留学し、作曲をスコラ・カントルムでヴァンサン・ダンディとポール・ル・フレムに、エコールノルマル音楽院でポール・デュカスに学んだ。帰国後、ラジオ・ソフィア室内オーケストラの常任指揮者となった。1938年から1943年までミュンヘンで作曲と指揮を学んだ。1943年にソフィアの国立音楽アカデミーの教授となり、管弦楽法、指揮、作曲を担当した。1965年から1967年にかけてソフィア・オペラ劇場の音楽監督を務めた。1976年にウィーン大学からゴットフリート・ヘルダー賞を贈られ、1989年にブルガリア科学アカデミーの会員となった。
作品には4つのオペラ、オペレッタ、2つのバレエ、4つの交響曲、交響詩、交響的変奏曲、室内楽曲、合唱曲、歌曲がある。作風はブルガリア民謡のリズムとメロディーに大きく拠っているが、モダニズムの要素も取り入れている。
息子のミハイルも作曲家である。

## 文献
- Don Michael Randel, The Harvard Biographical Dictionary of Music, p.320-21. Harvard University Press, 1996, ISBN 0674372999